# 1972 în științifico-fantastic
- 1971 în științifico-fantastic — 1972 în științifico-fantastic — 1973 în științifico-fantastic

1972 în științifico-fantastic a implicat o serie de evenimente:

## Nașteri și decese

### Nașteri
- Tim Akers
- Paolo Bacigalupi
- Tony Ballantyne
- Ugo Bellagamba
- Kevin Brockmeier
- Ernest Cline
- Robert Corvus
- Bernard Craw
- James Dashner
- Eric Garcia
- Nick Harkaway
- Joe Hill
- N. K. Jemisin
- China Miéville
- Janka Ptacek
- Armin Rößler
- Fran Wilde

### Decese
- Fredric Brown (n. 1906)
- Ivan Efremov (n. 1907)
- Norman L. Knight (n. 1895)
- Richard Koch (n. 1895)
- George Langelaan (n. 1908)
- Laurence Manning (n. 1899)
- S. P. Meek (n. 1894)
- Thomas Calvert McClary (n. 1909)
- Compton Mackenzie (n. 1883)
- Jan Weiss (n. 1892)

## Cărți

### Romane
- 334 de Thomas M. Disch
- Annihilation Factor de Barrington J. Bayley
- Beyond Apollo de Barry N. Malzberg
- Breakfast in the Ruins de Michael Moorcock
- Cartea țestelor de Robert Silverberg
- Darkover Landfall de Marion Zimmer Bradley
- Exilatul din Planetopolis de Victor Bârlădeanu
- Imperiul lui Baphomet de Pierre Barbet
- Suflet pustiu -- Dying Inside de Robert Silverberg
- The Second Trip de Robert Silverberg
- Picnic la marginea drumului de Arkadi și Boris Strugațki
- Rendez-vous cu Rama de Arthur C. Clarke
- The Terminal Man de Michael Crichton
- Under the Green Star de Lin Carter
- We Can Build You de  Philip K. Dick

### Colecții de povestiri
- 3000 Years of Fantasy and Science Fiction, antologie editată de L. Sprague de Camp și Catherine Crook de Camp
- Capcanele timpului de Vladimir Colin
- Cartea lui van Vogt de A. E. van Vogt
- Întîlnire cu Hebe de Ovidiu Șurianu (Fantastic Club)
- The 1972 Annual World's Best SF, antologie DAW Books.

### Povestiri
- „Monștrii lui Prasad” de Dragomir Horomnea

## Filme
| Titlu                                | Regizor           | Distribuție                                                       | Țara                                      | Sub-Gen /Note |
| ------------------------------------ | ----------------- | ----------------------------------------------------------------- | ----------------------------------------- | ------------- |
| Beware! The Blob                     | Larry Hagman      | Richard Stahl, Godfrey Cambridge                                  | Statele Unite ale Americii                |               |
| Cucerirea planetei maimuțelor        | J. Lee Thompson   | Roddy McDowall, Don Murray, Ricardo Montalban                     | Statele Unite ale Americii                |               |
| Eolomea                              | Herrmann Zschoche | Cox Habbema, Iwan Andonow, Wsewolod Sanajew                       | Germania de Est                           | [ 2 ]         |
| Godzilla vs. Gigan                   | Jun Fukuda        | Yuriko Hishimi, Tomoko Umeda, Hiroshi Ishikawa                    | Japonia                                   |               |
| The Happiness Cage                   | Bernard Girard    | Christopher Walken, Joss Ackland, Ralph Meeker                    | Statele Unite ale Americii                | [ 3 ] [ 4 ]   |
| Now You See Him, Now You Don't       | Robert Butler     | Kurt Russell, Cesar Romero, Joe Flynn, Jim Backus, William Windom | Statele Unite ale Americii                |               |
| Singur în spațiu                     | Douglas Trumbull  | Bruce Dern, Cliff Potts, Ron Rifkin                               | Statele Unite ale Americii                |               |
| Slaughterhouse Five (Abatorul cinci) | George Roy Hill   | Michael Sacks, Ron Leibman, Eugene Roche                          | Statele Unite ale Americii                | [ 5 ]         |
| Solaris                              | Andrei Tarkovsky  | Natalya Bondarchuk, Jüri Järvet, Donatas Banionis                 | Uniunea Republicilor Sovietice Socialiste | [ 6 ]         |
| The Thing with Two Heads             | Lee Frost         | Rosey Grier, Ray Milland, Don Marshall                            | Statele Unite ale Americii                |               |
| Z.P.G.                               | Michael I. Campus | Sheila Reid, Aubrey Woods, Oliver Reed                            | Statele Unite ale Americii                | [ 7 ]         |

## Premii

### Premiul Hugo
Premiile Hugo decernate la Worldcon pentru cele mai bune lucrări apărute în anul precedent:
- Premiul Hugo pentru cel mai bun roman:[9] Înapoi la trupurile voastre răzlețite! de Philip José Farmer
- Premiul Hugo pentru cea mai bună povestire:
- Premiul Hugo pentru cea mai bună prezentare dramatică:
- Premiul Hugo pentru cea mai bună revistă profesionistă:
- Premiul Hugo pentru cel mai bun fanzin:

### Premiul Nebula
Premiile Nebula acordate de Science Fiction and Fantasy Writers of America pentru cele mai bune lucrări apărute în anul precedent:
- Premiul Nebula pentru cel mai bun roman:[10]
- Premiul Nebula pentru cea mai bună nuvelă:
- Premiul Nebula pentru cea mai bună povestire:

### Premiul Saturn
Premiile Saturn sunt acordate de Academy of Science Fiction, Fantasy and Horror Films:
- Premiul Saturn pentru cel mai bun film științifico-fantastic (prima ediție): Abatorul cinci regizat de George Roy Hill.

## Jocuri video
- Star Trek (joc text video dezvoltat de Mike Mayfield)
- Star Trek (joc scriptic programat de Don Daglow)[11]